# سارة جولي
سارة جولي (16 فبراير 1977 - ) هي لاعبة كرة قدم كندية في مركز الوسط.

## وصلات خارجية
- سارة جولي على موقع الاتحاد الدولي (مؤرشف)  (الإنجليزية)